# NFL Playoff Game, 1932
O 1932 NFL Playoff Game foi o primeiro jogo eliminatório (playoff) realizado pela National Football League (NFL), a maior liga profissional de Futebol americano nos Estados Unidos da América. Devido ao tempo frio, o jogo foi realizado em um lugar coberto em 18 de dezembro, 1932 no Chicago Stadium em Chicago.  O placar final foi Chicago Bears 9, Portsmouth Spartans 0.
A partida abriu caminho para uma nova era no futebol americano profissional. Após seguir as regras do futebol americano universitário durante seus primeiros 13 anos de existência, a NFL começou a desensolver suas próprias regras. A popularidade do jogo também levou a liga a realizar jogos eliminatórios decidindo o título anualmente. Por isso, o 1932 NFL Playoff Game é as vezes, chamado de forma não-ofial de 1932 NFL Championship Game.